# ℃-uteライブツアー 2007秋 〜放課後のエッセンス〜

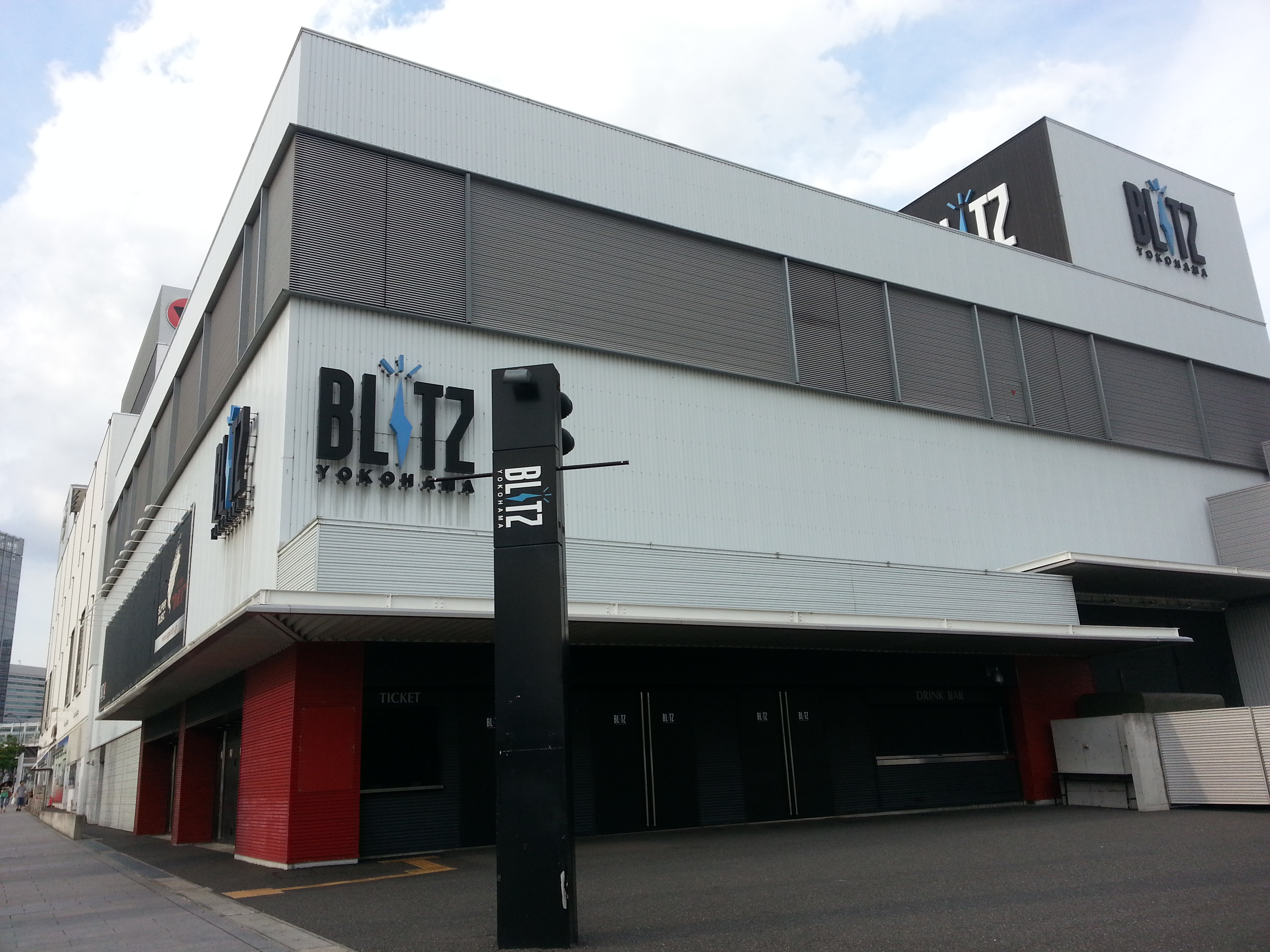
横浜公演の会場となった横浜BLITZ（2013年7月の写真）

『℃-uteライブツアー 2007秋 〜放課後のエッセンス〜』（キュート ライブツアー 2007あき ほうかごのエッセンス）は、2007年9月9日から10月28日まで開催された℃-uteのコンサート・ツアーである。2007年12月19日発売。発売元はゼティマ。

## 日程
- 9月9日 ： Zepp Osaka （有原は欠席）
- 9月15日 ： Zepp Nagoya （岡井は欠席）
- 9月24日 ： Zepp Sendai
- 9月30日 ： 横浜BLITZ
- 10月13日 ： Zepp Fukuoka
- 10月21日 ： Zepp Tokyo
- 10月28日 ： Zepp Sapporo

## DVD
『℃-uteライブツアー 2007秋 〜放課後のエッセンス〜』（2007年12月19日）
9月30日に横浜BLITZにて行われたコンサートの模様を収録
1. OPENING
2. 都会っ子 純情
3. めぐる恋の季節
4. MC1
5. 桜チラリ
6. ENDLESS LOVE 〜I Love You More〜
7. タイムカプセル （歌：矢島舞美・中島早貴）
8. MC2 -Buono!-
9. ホントのじぶん
10. MC3 （矢島舞美・萩原舞）
11. 通学ベクトル （歌：梅田えりか・有原栞菜）
12. EVERYDAY YEAH!片想い
13. ディスコ クイーン
14. 美少女心理
15. まっさらブルージーンズ
16. MC4 （梅田えりか・矢島舞美）
17. ふたりはNS （歌：岡井千聖・萩原舞）
18. 夏DOKI リップスティック （歌：矢島舞美）
19. MC5 -テンションあげ子- （梅田えりか・中島早貴・岡井千聖・有原栞菜）
20. That’s the POWER
21. As ONE
22. YES!しあわせ
23. MC6
24. 僕らの輝き
25. ENCORE：JUMP
26. ENCORE：大きな愛でもてなして
27. ENCORE：MC7
28. ENCORE：わっきゃない(Z)
29. ENCORE：ENDING

特典映像
1. FIRST KISS （歌：鈴木愛理）